# Ward D'Hoore
Ward D’Hoore (18 november 1994) is een Belgische atleet, die gespecialiseerd is in de lange afstand. Hij veroverde één Belgische titel.

## Biografie
D’Hoore werd in 2020 voor het eerst Belgisch kampioen op de 5000 m.
D’Hoore is aangesloten bij Houtland Atletiekclub.

## Belgische kampioenschappen
Outdoor
| Onderdeel | Jaar |
| --------- | ---- |
| 5000 m    | 2020 |

## Persoonlijke records
| Onderdeel | Prestatie | Datum            | Plaats   |
| --------- | --------- | ---------------- | -------- |
| 3000 m    | 8.01,36   | 2 juni 2018      | Oordegem |
| 5000 m    | 13.55,20  | 6 september 2020 | Heusden  |

## Palmares

### 5000 m
- 2019:  BK AC – 14.15,90
- 2020:  BK AC – 14.08,92
- 2022:  BK AC – 14.04,46